# Tirschenreuth
Tirschenreuth (in bavarese Tirschenreith) è un comune tedesco di 9 284 abitanti, situato nel land della Baviera.